# Riserva naturale Foce Volturno - Costa di Licola
La riserva naturale Foce Volturno - Costa di Licola è un'area naturale protetta situata tra la provincia di Caserta e la città metropolitana di Napoli. La riserva occupa una superficie di 1.540 ettari ed è stata istituita a partire dal 1993. Il parco si sviluppa dalla foce del Volturno passando per il Lago di Patria fino ad arrivare alla Costa di Licola.
La riserva ha accorpato diversi territori e riserve con l'obiettivo di garantire in forma coordinata la conservazione e la valorizzazione del patrimonio naturale.
La zona è interessata da un turismo balneare stagionale.

## Storia
La riserva è stata istituita su territori che, anche se in maniera frammentata, erano in gran parte già vincolati da svariati istituti di protezione.

## Comuni
Il parco attraversa il territorio di Castel Volturno, la zona costiera del comune di Giugliano in Campania e la parte occidentale di Villa Literno.

## Territorio
È possibile distinguere diversi tipi di territori e habitat: 
- Il Lago di Patria
- L'Oasi dei Variconi alla foce del Volturno
- Le pinete di Castelvolturno e di Patria
- La zona umida delle Soglitelle
- La zona costiera di Licola

## Fauna

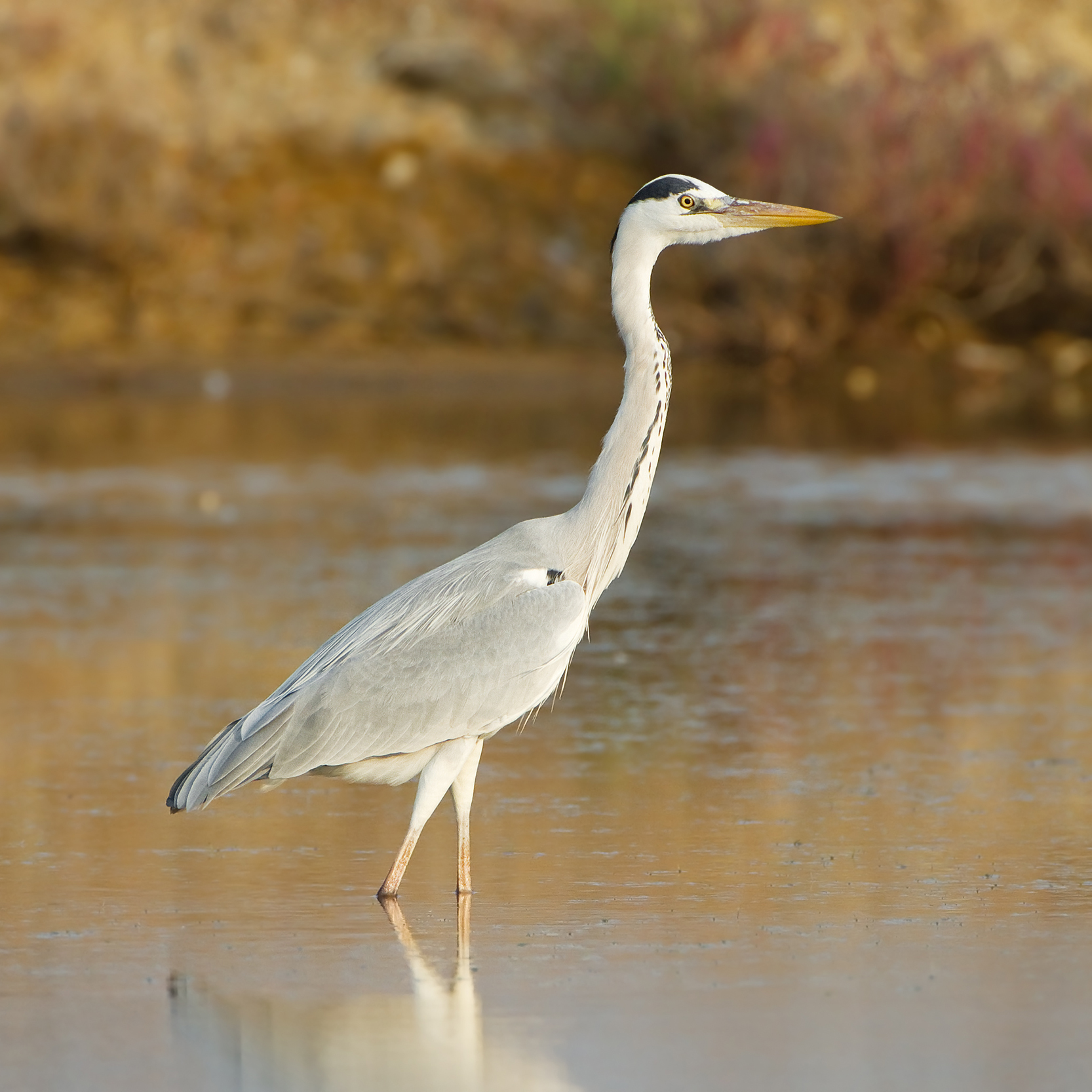
Airone cenerino

L'area rappresenta un vero e proprio riparo per gli animali migratori, come il martin pescatore, il picchio rosso, l'upupa, l'airone cenerino, il fenicottero e altri ancora. Sulle spiagge vengono registrate diverse nidificazioni di tartarughe. In generale, ospita un gran numero di specie animali legate agli ambienti umidi.

## Flora

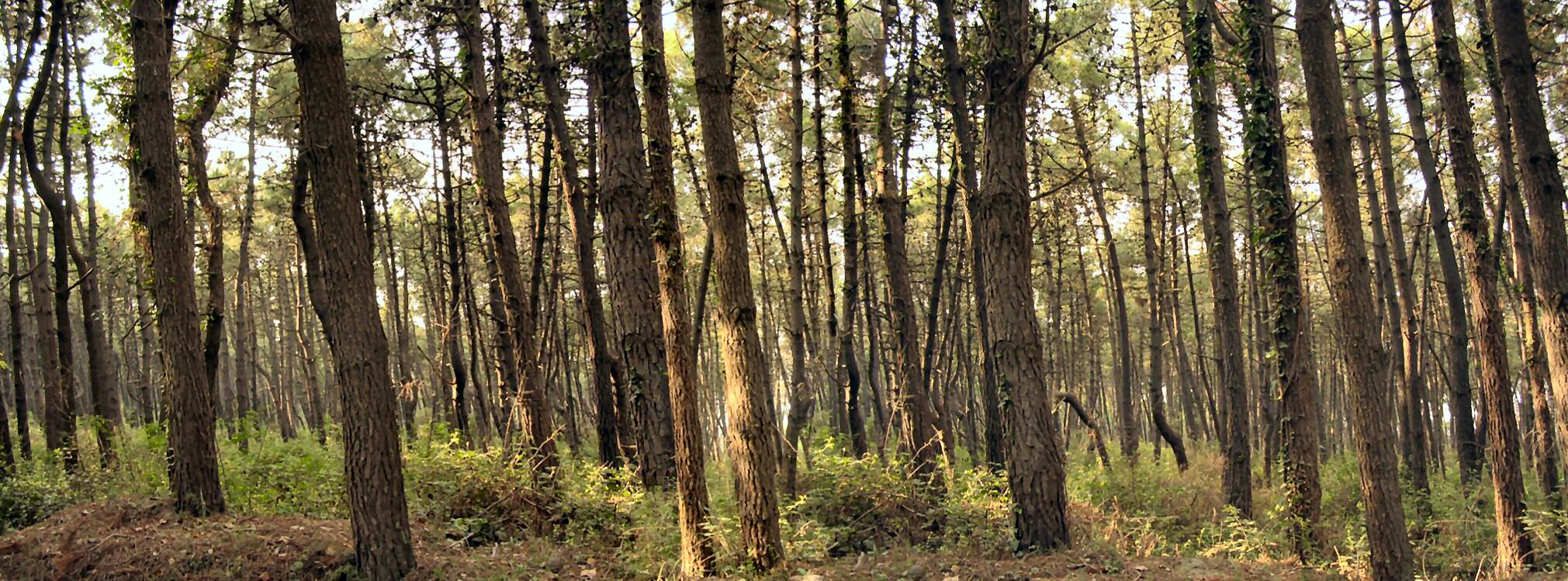
Bosco di pini marittimi

Lungo la costa è presente una vasta distesa di pini marittimi, un tipo di albero sempreverde il cui ambiente ideale è rappresentato dalle zone costiere del Mar Mediterraneo. Nella vegetazione sono molto diffusi i canneti. Sulle dune sabbiose fiorisce, nel periodo estivo, il Giglio marino.